# نبرد شانگو
نبرد شانگو (چینی ساده: 上高會戰; چینی سنتی: 上高会战; پین‌یین: Shànggāo Huìzhàn) که به زبان ژاپنی به عملیات کینکو موسوم است، و در برگیرنده۲۲ درگیری عمده بین ارتش انقلابی ملی و نیروی زمینی امپراتوری ژاپن در دوران جنگ دوم چین و ژاپن بوقوع پیوست.